# Alfred Le Chatelier
 (novembre 2016).
Alfred Le Chatelier, né le 12 novembre 1855 à Paris et mort le 9 août 1929 à Paris 16e, fils de Louis Le Chatelier et frère d'Henri, est un officier français, premier titulaire de la chaire de sociographie musulmane au Collège de France.

## Biographie
Admis à Saint-Cyr en 1874, il effectue de nombreuses missions en Afrique (il participe notamment à la première mission Flatters). Officier des Affaires indigènes en Algérie de 1876 à 1886, il est  le premier officier français en poste à Ouargla (1883–1885). Il dirige un temps la  Société d'études et d'explorations du Congo français, territoire pour lequel il envisage en 1893 la création d'une voie de communication reliant l'intérieur et la côte.
En 1895, il s'élève contre un article du journaliste Jules-Hippolyte Percher. L'un comme l'autre s'accusèrent de compromissions et de perceptions d'avantages financiers divers.
Un duel à l'épée s'ensuit ; il se déroula dans la salle de bal du restaurant Le Moulin-Rouge sur l’île de la Grande-Jatte à Puteaux, pour s'achever, tragiquement, par la mort du jeune journaliste, le 1er mars 1895.
En 1897, il ouvre une fabrique de céramiques en grès et en porcelaine à Glatigny, près de Versailles, qui produira jusqu'en 1902.
Alfred Le Chatelier crée en 1902 la chaire de sociographie musulmane au Collège de France, chaire qu'occupa après lui Louis Massignon. Il est aussi le créateur de la Mission scientifique du Maroc, implantée à Tanger en 1904, et de la Revue du monde musulman en 1906.
En 1914, il se présenta en tant que Républicain de gauche aux législatives dans les Côtes-d'Armor (Dinan-2), mais fut battu par le sortant Louis de Chappedelaine.

## Distinctions
- Officier de la Légion d'honneur (décret du 9 mars 1906).

## Œuvres
- Les confréries musulmanes du Hedjaz, Paris, E. Leroux, coll. « Bibliothèque orientale elzévirienne », 1887 ; réédition : Boston, Elibron Classics, 2002, 322 p.  (ISBN 978-1-4212-4048-0) (paperback) -  (ISBN 978-1-4212-4047-3) (hardcover)
- L'Islam au XIXe siècle, Paris, E. Leroux, coll. « Bibliothèque orientale elzévirienne », 1888, in-12, 187 p. Réédition : Boston, Elibron Classics, 2002, 199 p.  (ISBN 978-0-543-95690-3) (paperback) -  (ISBN 978-0-543-95689-7) (hardcover)
- Les Médaganat, Alger, A. Jourdan, 1888, in-8o, 180 p., carte
- Questions sahariennes : Touat, Châamba, Touareg. Mission dans le Sud Algérien en juin-août 1890, 1890, 161 p.
- Tribus du Sud-Ouest marocain , Paris, Leroux, 1891, 91 p.
- Étude et création d'une voie de communication entre la côte et le Congo : voie du Congo français, Paris, Mouillot, 1893, in-4°, 79 p.
- L'Islam dans l'Afrique occidentale, Paris, G. Steinheil, 1899, in-8o, 376 p., cartes en coul. ; réédition : Adamant Media Corporation, 2004,  (ISBN 0-543-68571-3)
- Notes sur les villes et tribus du Maroc en 1890, Angers, 1902, 112 p.
- Questions d'économie coloniale, lettres à M. Eug. Étienne, vice-président de la Chambre des Députés, Paris, A. Challamel, 1902, in-18, VIII-274 p.
- La conquête du monde musulman : les missions évangéliques anglo-saxonnes et germaniques, 1911, 327 p.
- Réforme républicaine, idées modernes, Paris, Leroux, 1911, in-16, VI-300 p.
- Documents et réflexions sur la politique musulmane de la France, 1912
- Mission scientifique du Maroc. Villes et tribus du Maroc. Documents et renseignements publiés sous les auspices de la Résidence générale. Casablanca et les Châouïa, Paris, 1915